# Бриниця (Свентокшиське воєводство)
Бриниця (пол. Brynica) — село в Польщі, у гміні Пекошув Келецького повіту Свентокшиського воєводства.
Населення — 995 осіб (2011).
У 1975-1998 роках село належало до Келецького воєводства.

## Демографія
Демографічна структура на день 31 березня 2011 року:
|          | Загалом | Допрацездатний вік | Працездатний вік | Постпрацездатний вік |
| -------- | ------- | ------------------ | ---------------- | -------------------- |
| Чоловіки | 485     | 135                | 318              | 32                   |
| Жінки    | 510     | 128                | 304              | 78                   |
| Разом    | 995     | 263                | 622              | 110                  |